# Heyman Iacob Heyman
Heyman Iacob Heyman, vanligen H.I. Heyman, född den 28 januari 1801 i Mecklenburg, Tyskland, död den 5 augusti 1869 i Göteborg, var en svensk grosshandlare verksam i Göteborg.

## Biografi
Heyman invandrade vid 12 års ålder från Mecklenburg. Efter kontorspraktik grundade han 1826 en egen affär, som utvecklades till ett handelshus. Då brodern E.J. Heyman kom med i rörelsen fick firman namnet H. I. Heyman & Co. Han drog sig tillbaka förmögen 1853.
Heyman var föreståndare för Göteborgs synagoga 1839–1851 och ledamot av fonder och styrelser som verkade för välgörande ändamål och han donerade stora summor i sitt testamente. Sonen instiftade även H. I. Heymans fond för fattiga barn. Han var gift med Gustava Schlesinger och de hade nio barn, däribland Gabriel Heyman och Elias Heyman. 